# Mennyei tűz
A Mennyei tűz az ötödik kötete Az Idő Kereke sorozatnak, melyet Robert Jordan amerikai író írt. 1993 októberében jelent meg. Az első olyan kötet volt, amelyben nem szerepelt az eredeti három főhős, Perrin ugyanis ezúttal hiányzik a történetből (a kötet történései alatt a Folyóközben üli menyegzőjét s megkezdi uralkodását a Folyóköz uraként). Egy prológussal kezdődik, és 56 fejezet alkotja. Megjelent e-book formátumban is, a későbbi magyar kiadásoknak ez lett az alapja, melynek borítóján Moirane Damodred látható, aki éppen összecsapni készül Lanfearrel Cairhien kikötőjében.
Ebben a kötetben Randnek és Matnek le kell számolnia az áruló Shaido klánnal, mielőtt Rahvinnal, a Kitaszítottal szállnának szembe. Eközben Nynaeve es Elayne egy másik Kitaszított, Moghedien haragja elől menekülnek. A Fehér Toronyban pedig belviszály alakul ki az új Amyrlin Trón személye miatt, és ostromállapot alakul ki.

## Cselekmény
|  | Alább a cselekmény részletei következnek! |

A prológusban Elaida, aki az előző kötetben puccsal átvette a hatalmat a Fehér Toronyban és önmagát az új Amyrlin Trónnak kiáltotta ki, kijelenti, hogy a legfontosabb dolguk az, hogy bármi áron, de elfogják Rand al'Thor-t. Megérkezik hozzá Padan Fain, aki beszámol neki arról, amit róla tud. Ezalatt négy Kitaszított, Rahvin, Lanfear, Graendal és Sammael folytatnak egymással megbeszélést, és eltökélik, hogy vagy végeznek Randdel, vagy átállítják őt a saját oldalukra.
A Rhuidean városában talált ter'angreal-eket Moirane szeretné minél előbb a Fehér Toronyba juttatni, Rand pedig szeretné kivezetni az aieleket a pusztaságukból. Egyesítette a klánokat, őt magát Car’a’carn-nak, minden aielek vezérének tekintenek, ám négy klán továbbra sem hajlandó húséget esküdni neki. A foglyul ejtett Asmodean próbálja őt tanítani, Rand pedig azt, hogy ő egy Kitaszított, kifelé próbálja leplezni. Ezalatt közelebb kerül Aviendhához is. Egwene sokat tanul az aiel tudós asszonyoktól (akik ugyanúgy képesek az Egyetlen Hatalom uralására), főként az álmok világában történő közlekedés terén.
Mikor árnybarátok támadnak rá, ő öröktüzet használ ellenük – ez a képesség képes úgy kitörölni valakit a Mintázatból, mintha sosem létezett volna, visszacsinálva minden múltbeli tettét, ami egy rendkívül erős, de pont ezért éppolyan veszedelmes képesség. Moirane könyörög Randnek, hogy tartsa meg tanácsadójaként, és azt is vállalja, hogy szó nélkül követi őt, ha legalább meghallgatja. Nynaeve és Elayne elindulnak Tanchicóból a Fehér Torony felé, de mire odaérnek, már csak a puccsal szembesülnek.
A shaido aiel klán továbbra sem hajlandó elfogadni Randet, mint vezért, mert kívülállónak tartják, ezért vezetőjük, Couladin irányításával nyugatra indulnak, hogy megostromolják Cairhient. A második cairhieni csatában a két hadsereg összecsap, amely a húsz évvel korábbi aiel háborúk óta a legnagyobb ütközet, amit Nyugaton láttak. A csata kezdetén Mat megment néhány harcost a shaidók rajtaütésétől, majd a korábban a régmúltból megszerzett emlékek segítségével győzelemre viszi csapatát, a Vörös Kéz Bandáját. Mat személyesen végez Coluadinnal, s ez a végső győzelmüket eredményezi. Randnek felajánlják Cairhien koronáját, amit ő elutasít, a nemesség viszont hűséget esküszik neki.
Miközben átveszi a hatalmat Cairhienben, Rand megtudja, hogy a magát Gaebril nagyúrnak álcázó Rahvin megfosztotta a trónjától Morgase királynőt, akiről úgy tudják, hogy meg is halt (valójában csak megszabadult a bűbájától és elmenekült). Dühös magára, amiért nem lépett korábban, ezért azon nyomban Andorba akar menni, hogy összecsapjon a Kitaszítottal. Indulása előtt azonban Lanfear megtudja, hogy Rand az éjszakáit Aviendhával tölti, s féltékeny gyűlöletében meg akarja ölni őt. Moirane megpróbálja megállítani, és magával rántja a nőt egy vöröskő átjárókapun, mely ezután megsemmisül. Mivel megszűnik a Lannel összekötő köteléke, Moirane-t és Lanfeart halottnak hiszik.
Siuan, Leane és Min elindulnak Salidarba, és útközben a puccs után elmenekült aes sedai-ok táboroznak. Siuan meggyőzi őket, hogy támogassák Rand ügyét. Nem sokkal később megérkezik Gareth Byrne is, Morgase királynő első kardja, akinek az aes sedai-ok megígérik, hogy segítenek felállítani egy hadsereget. Nynaeve és Elayne, akik ki akarják iktatni a lázadó aes sedai-okat, elindulnak Thom Merrilin és Juilin kíséretében. Felfedezik, hogy a vágottgyökér növény főzete képes lehet bárkit megfosztani a fókuszálás képességétől. Miközben utaznak a fehérköpenyek által megszállt városok között, elkerülve Elaida orgyilkosait, csatlakoznak Valan Luca utazó cirkuszához, hogy álcázzák magukat. Bár Egwene figyelmezteti rá, hogy legyen óvatos, Nynaeve rendszeresen ellátogat az álmok földjére egyedül, hogy Birgitte segítségével Moghedien, a Kitaszított nyomára bukkanjon. Moghedien csapdát állít nekik az álmok világában, amiből csak alig tudnak megmenekülni, viszont Birgitte kikerül a valódi világba, súlyos sérülésekkel. Hogy megmentse az életét, Elayne egy kötéssel az Őrzőjévé teszi.
Így jutnak el Samara városába, ahol régi ismerősük, a shienari Masema, aki magát a Sárkány prófétájának tartja, sereget toboroz. Nynaeve hosszú idő után újra találkozik Galad Damodreddel, aki most beállt a fehérköpenyek közé. Ő is és Masema is segítséget ígérnek, hogy egy hajón elhagyhassák a várost. Végül a kis csapat, kiegészülve pár shienari harcossal, eljut Salidarba. Fogadtatásuk hűvösebb a vártnál, viszont az álmok világában megtudott információknak nagy hasznát veszik.
Rand megtámadja Caemlynt, Mat, Asmodean és Aviendha segítségével. Nem sokkal a megérkezésük után Rand csapatát csapdába csalja Rahvin, használva az Egyetlen Hatalmat. Mat, Asmodean és Aviendha is meghalnak. Bosszúra szomjasan Rand a Kitaszított után indul az álmok földjére, hosszú üldözését követően párbajra kerül sor kettejük közt, amiben Nynaeve is segít. Öröktűz segítségével kitörli a Kitaszítottat a létezésből, ezzel visszafordítja barátai halálát, akik visszatérnek az életbe. Ébredése előtt Nynaeve még rájön, hogy Moghedien most menekültnek álcázza magát a lázadó aes sedai-ok táborában, ezért vágottgyökér segítségével előbb megfosztja a fókuszálási képességétől, majd elfogja a valódi világban.
Davram Bashere nagyúr, aki Mazrim Taimot, az egyik hamis Sárkányt üldözi, Caemlynbe érkezik, hogy felajánlja szolgálatait Randnek. Nagy meglepetésre Rand amnesztiát hirdet minden férfi fókuszálónak. Asmodeant meggyilkolja egy ismeretlen támadó. Morgase királynő, mivel máshová nem tud fordulni, Amadiciába megy, hogy ott kérjen segítséget.
|  | Itt a vége a cselekmény részletezésének! |

## Magyarul
- Mennyei tűz 1-2.; ford. ford. Radnóti Alíz, Varga A. Csaba; Beholder, Bp., 2001 (Az idő kereke sorozat)